# Całun

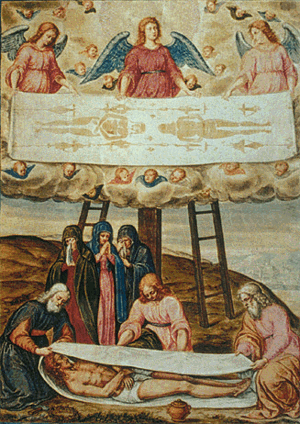
Owijanie zmarłego Chrystusa w całun na obrazie G. Batisty

Całun (staropolski czałun sieć, tkanina we wzorze sieci) – w Polsce określenie zasłony, okrywy z tkaniny (najczęściej w kolorze czarnym), służącej do przykrywania zwłok, trumny i katafalku najczęściej w delikatnym wzorze sieci. We Francji mianem chalon określano dawnej rodzaj specjalnej tkaniny, o wzornictwie szachownicy, wyprodukowanej z wełny.
Obecnie całun kojarzony jest przede wszystkim z odciśniętym wizerunkiem zmarłego na płótnie, a to za sprawą Całunu Turyńskiego, jednakże na świecie zachowanych jest wiele innych całunów, a znaczna ich część pochodzi z Rzymu.